# 羅馬尼亞的馬扎爾人

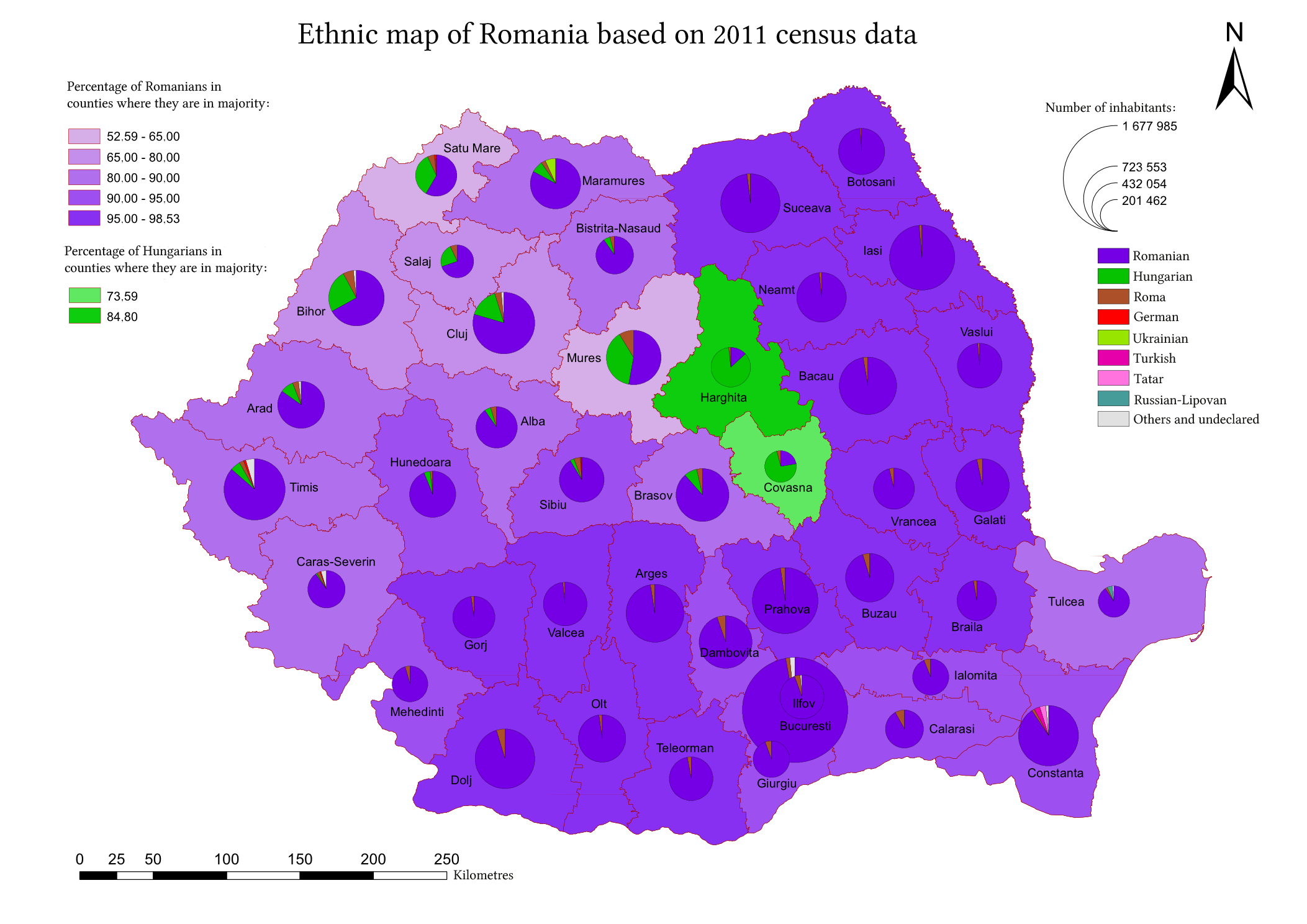
匈牙利人在羅馬尼亞各縣所佔人口比例（2011年普查）

马扎尔人是羅馬尼亞國內最大的少數族裔，其中主要为塞凯伊人。據2011年人口普查，羅馬尼亞國內有1,227,623名馬扎爾人，佔羅馬尼亞總人口的6.5%。羅馬尼亞國內的馬扎爾人主要分佈在特蘭西瓦尼亞地區，這一地區在1920年特里亞農條約簽訂之前曾屬於匈牙利王國。罗马尼亚马扎尔民主联盟是羅馬尼亞的馬扎爾人政黨，在罗马尼亚议会擁有議席。马扎尔民主联盟也是歐洲民主聯盟和歐洲人民黨的成員。自1996年以來，马扎尔民主联盟參與了每屆羅馬尼亞執政黨聯盟。羅馬尼亞法律保障馬扎爾人權利，並允許少數族裔人口超過20%的地區的政府使用少數族裔的語言。雖然實際上對羅馬尼亞的馬扎爾人的權益保護仍有欠缺之處，但羅馬尼亞的馬扎爾人一直被視為巴爾幹地區保護文化與民族多樣性的樣板。

## 外部連結
- Multiculturalism debated （页面存档备份，存于） Editorial about the Hungarian University in Cluj (Nine o'Clock English Language Daily [e]Newspaper)
- The Hungarian National Theater in Cluj （页面存档备份，存于）, one of the most prestigious Hungarian theaters in Transylvania
- Democratic Alliance of Hungarians in Romania （页面存档备份，存于）, the main Hungarian ethnic party website